# Woodland café
Woodland café (även Café Lilla Varietén) (engelska: Woodland Café) är en amerikansk animerad kortfilm från 1937. Filmen ingår i Silly Symphonies-serien.

## Handling
Insekterna har samlats på en nattklubb, där ett storband spelar jazzmusik.

## Om filmen
Filmen lanserades ursprungligen av United Artists vid biopremiären 1937. När filmen sedan hade amerikansk nypremiär 14 maj 1948 lanserades den av RKO Pictures.
I filmen spelas flera klassiska stycken, bland annat delar av Le Papillon av Jacques Offenbach.
Filmen hade svensk premiär den 3 januari 1938 på biografen Spegeln i Stockholm, då med titeln Woodland café. Filmen hade svensk nypremiär den 19 april 1949 på samma biograf, denna gång med titeln Café Lilla Varietén.